# FAM53C
FAM53C (англ. Family with sequence similarity 53 member C) – білок, який кодується однойменним геном, розташованим у людей на 5-й хромосомі. Довжина поліпептидного ланцюга білка становить 392 амінокислот, а молекулярна маса — 43 091.
| 10         |  | 20         |  | 30         |  | 40         |  | 50         |
| ---------- |  | ---------- |  | ---------- |  | ---------- |  | ---------- |
| MITLITEQLQ |  | KQTLDELKCT |  | RFSISLPLPD |  | HADISNCGNS |  | FQLVSEGASW |
| RGLPHCSCAE |  | FQDSLNFSYH |  | PSGLSLHLRP |  | PSRGNSPKEQ |  | PFSQVLRPEP |
| PDPEKLPVPP |  | APPSKRHCRS |  | LSVPVDLSRW |  | QPVWRPAPSK |  | LWTPIKHRGS |
| GGGGGPQVPH |  | QSPPKRVSSL |  | RFLQAPSASS |  | QCAPAHRPYS |  | PPFFSLALAQ |
| DSSRPCAASP |  | QSGSWESDAE |  | SLSPCPPQRR |  | FSLSPSLGPQ |  | ASRFLPSARS |
| SPASSPELPW |  | RPRGLRNLPR |  | SRSQPCDLDA |  | RKTGVKRRHE |  | EDPRRLRPSL |
| DFDKMNQKPY |  | SGGLCLQETA |  | REGSSISPPW |  | FMACSPPPLS |  | ASCSPTGGSS |
| QVLSESEEEE |  | EGAVRWGRQA |  | LSKRTLCQRD |  | FGDLDLNLIE |  | EN         |

A: Аланін

C: Цистеїн

D: Аспарагінова кислота

E: Глутамінова кислота

F: Фенілаланін

G: Гліцин

H: Гістидин

I: Ізолейцин

K: Лізин

L: Лейцин

M: Метіонін

N: Аспарагін

P: Пролін

Q: Глутамін

R: Аргінін

S: Серин

T: Треонін

V: Валін

W: Триптофан

Кодований геном білок за функцією належить до фосфопротеїнів. 
Задіяний у такому біологічному процесі, як ацетилювання. 